# اوویگو (ویلیج)، نیویورک
اوویگو (به انگلیسی: Owego) یک روستا در ایالات متحده آمریکا است که در شهرستان تیوگا، نیویورک واقع شده‌است. اوویگو ۷٫۰ کیلومتر مربع مساحت و ۳٬۸۹۶ نفر جمعیت دارد و ۲۴۸ متر بالاتر از سطح دریا واقع شده‌است.